# Juli 2004
Dit artikel geeft een chronologisch overzicht van alle belangrijke gebeurtenissen per dag in de maand juli van het jaar 2004.

## Gebeurtenissen

### 1 juli
- Saturnus - Na een reis van zes en een half jaar bereikt de Cassini-Huygens de planeet Saturnus.
- EU - Nederland is het komende half jaar voorzitter van de Europese Unie. Nederland neemt het voorzitterschap van Ierland over.
- Nederland - De vrije energiemarkt voor particulieren is van start gegaan in Nederland.
- Irak - Oud-dictator Saddam Hoessein is in een van zijn voormalige paleizen officieel aangeklaagd. Saddam sprak van "theater".
- Nederland - Het Maatschappelijk Overleg Betalingsverkeer besluit te stoppen met de munten van een en twee eurocent. Vanaf 1 september zullen winkeliers bedragen afronden op 5 cent.
- Portugal- Griekenland verslaat verrassend Tsjechië bij de halve finale van het EK met een silver goal.
- Nederland - De Tweede Kamer stemt voor een motie in verband met de Europese softwarepatent-richtlijn. Minister Brinkhorst en staatssecretaris Van Gennip worden opgeroepen om de Nederlandse steun voor softwarepatenten in de Europese Raad van Ministers in te trekken. Het is voor het eerst dat een dergelijke procedure plaatsvindt in de EU.

### 2 juli
- Nederland - Het kabinet maakt bekend dat het in principe akkoord gaat met een privatisering van de Schiphol Group. De staat houdt wel een meerderheid van aandelen.
- Soedan - Kofi Annan en speciaal gezant Jan Pronk bezoeken de Soedanese president Omar al-Bashir aangaande het conflict in Darfoer. Eerder had ook Colin Powell de president bezocht. De president heeft aan allen toezeggingen voor vrede gedaan.

### 3 juli
- Nederland - Leden van de rapgroep Den Haag Connection worden gearresteerd naar aanleiding van een via internet verspreid rapnummer waarin Ayaan Hirsi Ali op grove wijze wordt beledigd en bedreigd.
- België - In Luik is de Ronde van Frankrijk 2004 van start gegaan.
- Rusland - De Russische politie doet een inval bij het olieconcern Yukos omdat het bedrijf belastingen niet betaald zou hebben.
- Verenigd Koninkrijk De 17-jarige Russin Maria Sjarapova wint de damesfinale van Wimbledon van titelverdedigster Serena Williams.
- Nederland - Tijdens bouwwerkzaamheden breekt er brand uit in het pas in gebruik genomen gemeentehuis van de gemeente Zuidwolde. De net geïnstalleerde ambtenaren gaan in de dagen hierna weer terug naar hun tijdelijke werkplekken op de oude locaties.

### 4 juli
- Portugal - Griekenland wint het EK voetbal door gastland Portugal met 1-0 te verslaan. Nooit eerder won Griekenland zelfs maar een wedstrijd bij een EK of WK.
- China - China censureert ook sms-berichten. Alle aanbieders van mobiele telefonie moeten speciale filtersoftware aanschaffen die regeringsondermijnende berichten moet tegenhouden en de verzender aangeven bij de politie. Ook aanbieders van belplaatjes en -teksten zijn onderzocht. Twintig bedrijven zijn gesloten en tien moeten zich voor de partij verantwoorden.
- Verenigd Koninkrijk - De Zwitser Roger Federer wint de finale van het enkelspel van Wimbledon van Andy Roddick met 4-6, 7-5, 7-6, 6-4.
- Zweden - In Säter behaalt de Deense triatleet Torbjørn Sindballe de wereldtitel lange afstand. Bij de vrouwen gaat de zege naar de Oekraïense Tamara Kozulina.

### 5 juli
- Indonesië - In Indonesië vinden voor het eerst directe presidentsverkiezingen plaats. De officiële uitslag wordt pas over tien dagen verwacht. Indien geen van de kandidaten een absolute meerderheid haalt, vindt een tweede ronde plaats op 20 september. De nieuwe president wordt op 20 oktober geïnstalleerd
- Irak - Bij een Amerikaanse luchtaanval op een huis in Fallujah vallen acht doden.

### 6 juli
- Palestijnse Autoriteit - Bij een vuurgevecht in een vluchtelingenkamp bij Nablus op de Westelijke Jordaanoever komen vier Palestijnen en één Israëlische soldaat om het leven.
- Thailand - In Thailand is vermoedelijk de vogelpest opnieuw uitgebroken op een boerderij in de provincie Ayutthaya
- Verenigde Staten - John Kerry maakt bekend dat John Edwards zijn running-mate (voor de functie van vicepresident) is bij de Amerikaanse presidentsverkiezingen van 2004.
- Groningen - Oscar Dros wordt aangekondigd als nieuwe korpschef van de regiopolitie Groningen.
- Nederland - Bondscoach Dick Advocaat laat zijn contract met de KNVB ontbinden. Reden voor zijn ontslag is de commotie in de media over zijn optreden in Portugal.
- Oostenrijk - De Oostenrijkse president Thomas Klestil, die een dag eerder door een hartinfarct werd getroffen, overlijdt. Over enkele dagen zou hij aftreden.

### 7 juli
- Nederland - Molenmuseum De Wachter in Zuidlaren krijgt 316 000 euro subsidie van Europa en de provincie Drenthe. Dit geld zal worden besteed aan een forse uitbreiding van het museum.
- Nederland - Schrijfster Hella Haasse krijgt de Prijs der Nederlandse Letteren. Ze ontvangt de prijs waarschijnlijk in november van Koningin Beatrix.
- Nederland - De monfortaner pater André Laurier wordt kort voor middernacht in zijn klooster bij Berg en Dal (Gelderland) vermoord. Verdachte is een 21-jarige (ex-)drugsverslaafde zonder vaste verblijfplaats die in het klooster werd opgevangen door de pater.
- Soedan - De regering van Soedan gaat akkoord met het stationeren van een vredesmacht van de Afrikaanse Unie in Darfoer. De Nederlandse regering en andere overheden hebben hulp toegezegd voor de vluchtelingen van het conflict in Darfoer.

### 8 juli
- Palestijnse Autoriteit - Vijf Hamas-strijders en twee burgers komen om bij een Israëlische inval in het noorden van de Gazastrook.
- Nederland - In Amsterdam wordt de drugsbaron Mounir Barsoum door onbekenden doodgeschoten.

### 9 juli
- Nederland - Het Internationaal Gerechtshof heeft geoordeeld dat de bouw van de Israëlische Westoeverbarrière op de Westelijke Jordaanoever in strijd is met internationaal recht.
- Verenigde Staten - Een onderzoekscommissie van de Amerikaanse Senaat oordeelt dat de CIA het gevaar voor massavernietigingswapens van Irak overdreef.
- EU - Sigarettenfabrikant Philip Morris heeft een schikking getroffen met de Europese Unie in een aanklacht van sigarettensmokkel. Philip Morris betaalt in totaal 1 miljard euro over 12 jaar.
- Nederland - In Nederland wordt een terreur-alarm afgekondigd.

### 10 juli
- Nederland - De op woensdag 7 juli jl. vermoorde pater André Laurier zorgde er afgelopen dinsdag nog voor dat de mogelijke dader niet in de gevangenis belandde voor een reeks inbraken. De pater is dus mogelijk slachtoffer geworden van zijn eigen goedheid.

### 11 juli
- Nederland - In Delfzijl start de Colin Archer Memorial Race, een zeilwedstrijd over 365 zeemijl naar Larvik in Noorwegen.
- Japan - Bij senaatsverkiezingen moet de liberale partij van premier Koizumi Junichiro flink inleveren. De regeringscoalitie behoud nog wel een meerderheid. De hervormingen van het pensioenstelsel en de deelname aan de Stabilisation Force Iraq worden als hoofdredenen aangevoerd voor de dalende populariteit van Koizumi.
- Thailand - In Bangkok begint de 15e VN conferentie over hiv/aids. Bij de openingstoespraak van minister-president Thaksin Shinawatra rollen activisten een spandoek uit met de tekst: Thaksin lies. Ook wordt Thaksin door een aantal gedelegeerden op de hak genomen en aangevallen op zijn anti drugs beleid waarbij meer dan 2500 mensen omgekomen zijn.
- Israël - Bij een bomaanslag in Tel Aviv komt een Israëlische soldate om het leven; twintig anderen raken gewond. Het is de eerste bomaanslag in vier maanden.

### 12 juli
- Azië - Het regenseizoen zorgt in India, Bangladesh en Nepal voor grote problemen doordat rivieren buiten hun oevers treden en overstromingen veroorzaken. Er vallen reeds 130 doden te betreuren, en miljoenen zijn dakloos geworden.
- Thailand - Volgens een woordvoerder van een aantal ngo's zijn zij bezocht door politie in burgerkleding die erachter willen komen wie verantwoordelijk is voor het spandoek met Thaksin lies erop. Dit ondanks toezeggingen van de Thaise regering dat actievoerders vrij mogen demonstreren.
- Thailand - Een aantal ngo's zijn boos dat Thaksin Shinawatra en Kofi Annan tijdens de VN-conferentie over hiv/aids de zaal verlieten toen de enige hiv-positieve spreker opstond om aan zijn toespraak te beginnen.

### 13 juli
- Nederland - In Assen start de 39e editie van de Drentse Fiets4daagse.
- EU - Het Europese Hof van Justitie heeft bepaald dat landen die het stabiliteitspact overschrijden wél hiervoor een boete moeten bepalen.
- Frankrijk - Marie L. blijkt een mythomane. Haar verhaal dat ze in de metro mishandeld zou zijn omdat ze uit een Joodse wijk kwam schokte dit weekend heel Frankrijk. Nu blijkt het verzonnen.

### 14 juli
- Nederland - Het Openbaar Ministerie zwakt de beschuldiging tegen Eric O. af van moord of doodslag naar overtreding van de geweldsinstructie.
- Nederland - De abortusboot van Women on Waves mag op volle zee geen abortusbehandelingen doen van staatssecretaris Clémence Ross-van Dorp.
- Irak - Irakezen doden een Bulgaarse gijzelaar. Ondertussen trekken de Filipijnen hun troepen terug om een Filipijnse gijzelaar vrij te krijgen.
- Verenigd Koninkrijk - De regering van Tony Blair heeft de informatie over het wapenarsenaal van Irak niet opzettelijk verdraaid om een aanval op Irak te rechtvaardigen. Dat concludeert de commissie-Butler.

### 15 juli
- Ozone monitoring instrument wordt gelanceerd
- Tanzania - In Tanzania zijn de afgelopen maand ongeveer 10 000 flamingo's gestorven. De reden is nog onbekend, maar het zou kunnen gaan om een gifstof in de algen die de flamingo's eten.
- Oldenzaal - Viering van het 1050-jarig jubileum van de Sint-Plechelmusbasiliek in Oldenzaal.

### 16 juli
- Wereld - De VN-organisatie voor ontwikkelingssamenwerking, UNDP, geeft in een vandaag uitgebracht rapport aan dat gedwongen integratie niet aan te raden is. Immigranten zouden ruimte moeten krijgen voor hun eigen cultuur.
- India - Bij een brand in een school in de zuidelijke stad Kumbakonam komen minstens 70 kinderen om het leven en raken vele anderen gewond.
- Palestijnse Autoriteit - Palestijnse militanten gijzelen korte tijd Ghazi al-Jabali, de politiechef van de Gazastrook, in een hinderlaag. De Jenin Martelaren Brigade claimt verantwoordelijkheid.

### 17 juli
- De premier van de Palestijnse Autoriteit, Ahmed Qurei, dient zijn ontslag in na chaos in de Gazastrook. President Yasser Arafat weigert het ontslag te aanvaarden.

### 19 juli
- België - VLD-voorzitter Karel De Gucht volgt Louis Michel (MR) op als minister van Buitenlandse Zaken. Michel vertrekt naar een post bij de Europese Commissie. Bart Somers vervangt Karel De Gucht als partijvoorzitter.
- Palestijnse Autoriteit - Yasser Arafat ontslaat zijn neef Moessa Arafat, nadat zondag duizenden Palestijnen de straat op gingen in een reactie op zijn benoeming van de vermeend corrupte neef tot veiligheidschef.

### 20 juli
- Verenigde Naties - De Algemene Vergadering van de VN neemt een resolutie aan waarin staat dat de bouw van de Israëlische Westoeverbarriere illegaal is met 150 voor, 6 tegen en 10 onthoudingen. De 25 EU-landen stemden gezamenlijk voor de resolutie.
- Palestijnse Autoriteit - Premier Ahmed Qurei trekt zijn ontslagaanvraag weer in, maar eist meer bevoegdheden van Yasser Arafat.
- EU - Het nieuwe, 732 leden tellende Europees Parlement wordt geïnstalleerd in Straatsburg. De Spanjaard Josep Borrell wordt de nieuwe voorzitter.
- Nederland - De eerste tram rijdt met een proefrit door de Haagse tramtunnel.

### 21 juli
- Irak - Zes buitenlanders van Indiase, Keniase en Egyptische afkomst worden gegijzeld in Irak door een onbekende groepering. De ontvoerders eisen het vertrek van alle buitenlanders uit het land.
- De Prijs voor de Democratie 2004 wordt toegekend aan de Liga voor Mensenrechten en het Centrum voor Gelijkheid van Kansen.

### 22 juli
- Irak - Bij hevige gevechten met Iraakse opstandelingen in de stad Ramadi, ten noorden van Bagdad, komen 25 Irakezen om het leven.
- EU - Het Europees Parlement stemt in met de benoeming van José Manuel Barroso tot voorzitter van de Europese Commissie. De nieuwe commissie treedt dan per 1 november aan.
- België - De nieuwe Vlaamse regering heeft de eed afgelegd in het Vlaams Parlement. Yves Leterme, de nieuwe minister-president, heeft ook de eed afgelegd bij koning Albert.
- Verenigde Staten - De onderzoekscommissie voor de gebeurtenissen op 11 september 2001 presenteert haar rapport.[1] De inlichtingendiensten hebben gefaald; presidenten Bush en Clinton worden gespaard.

### 23 juli
- Nederland - De drank absint mag weer worden verkocht in Nederland.
- Thailand - Dr. Sangsit Piriyarangsan verwacht dat bij de verkiezingen die gehouden worden in het begin van 2005 de verschillende partijen 30 miljard baht zullen uitgeven aan donaties voor kiezers. Hij zegt hierbij expliciet dat hij speciale aangekondigde regeringsprogramma's van Thai Rak Thai zoals het SML-plan waarin alle 80 000 dorpen 200 000 tot 300 000 baht als ontwikkelingssteun zullen krijgen niet meetelt.
- Thailand - Tijdens een rondtour door een aantal provincies in Thailand heeft minister-president Thaksin Shinawatra voor 6 miljard baht aan steun voor lokale projecten beloofd. De enige voorwaarde voor die steun is dat zijn partij de komende verkiezingen moet winnen.
- Thailand - 20 parlementsleden van de Chart Thai partij lopen over naar coalitiegenoot Thai Rak Thai. Het aantal parlementsleden van de Chart Thai partij is hiermee in één klap gehalveerd.
- Thailand - Bangkok is de 15e provincie waar het vogelpestvirus gevonden wordt in de huidige uitbraak. Zeven provincies staan op een lijst van vermoedelijke haarden.
- Bosnië en Herzegovina - In de stad Mostar is de gerenoveerde 16e-eeuwse Stari Most (Oude Brug) over de Neretva geopend met feestelijkheden.

### 24 juli
- Palestijnse Autoriteit - Militanten hebben een aanslag gepleegd op een politiebureau in de Gazastrook.
- Soedan - Twee rebellengroeperingen in Soedan, de SPLM en de JEM, willen weer onderhandelen over vrede. Ondertussen bezocht de Soedanese minister van Buitenlandse Zaken, Moustapha Osmane Ismaïl, minister Ben Bot.

### 25 juli
- Japan - Na een zinderende finale (5-4 gewonnen) tegen Duitsland is Nederland wereldkampioen kanopolo gewonnen in het Japanse Miyoshi.
- Bangladesh - Door de overstromingen in Bangladesh staat inmiddels twee derde van het land onder water. Miljoenen mensen zijn dakloos geworden. Later deze week wordt nog meer regen verwacht.
- Frankrijk - zesde Tour - Tom Boonen wint de slotrit op de Champs-Élysées.
- Israël - Zo'n 130 000 mensen vormen een menselijke keten van de bezette Gazastrook naar de Klaagmuur om te protesteren tegen het Israëlische terugtrekkingsplan uit de Gazastrook en enkele nederzettingen op de Westelijke Jordaanoever.
- Pakistan - Katja Staartjes en haar man Henk Wesselius zijn erin geslaagd als eerste Nederlanders de top van de 8068 meter hoge Gasherbrum (G1) in Pakistan te beklimmen. Katja Staartjes was eerder de eerste Nederlandse die de top van de Mount Everest bereikte.

### 26 juli
- Thailand - De inmiddels 21 van de Chart Thai partij naar de Thai Rak Thai partij overgelopen parlementsleden verklaren in een persbericht dat ze zichzelf op de 55e verjaardag van minister-president Thaksin Shinawatra als een verjaardagscadeau zullen presenteren.
- Thailand - Vandaag is de registratie begonnen voor kandidaten voor de Bangkok gouverneursverkiezingen 2004 voor de positie van gouverneur van Bangkok. Naar verwachting zullen zo een 30 mensen zich kandidaat stellen.
- Verenigde Staten - De Democratische Partij (VS) houdt een conventie waarop later John Kerry officieel genomineerd zal worden als presidentskandidaat.

### 27 juli
- Thailand - Red de democratie stem tegen Thai Rak Thai is de korte samenvatting van een rapport van de bekende Thaise academicus Thirayuth Boonmi. In dit rapport schetst de academicus een beeld van de sterk toegenomen corruptie onder de regering van Thaksin Shinawatra. Ook valt hij Thaksins programma's voor het arme deel van de bevolking aan. Tegenover de 200 miljard baht aan programma's voor de armen staat 2 triljoen baht aan staatsopdrachten voor bedrijven gelieerd aan regeringsleden.
- Thailand - De Thai Rak Thai regering is woedend op het bovengenoemde rapport en noemt de academicus een kikker in een kokosnoot.
- Indonesië - Generaal Susilo Bambang Yudhoyono en zittend presidente Megawati Soekarnoputri hebben de eerste ronde van de Indonesische presidentsverkiezingen gewonnen. Op 20 september is de eindronde.
- Zuid-Korea - In de hoofdstad Seoel is een tweede vliegtuig met Noord-Koreaanse vluchtelingen aangekomen vanuit een land in Zuidoost-Azië.

### 28 juli
- Afghanistan - Artsen zonder Grenzen kondigt aan Afghanistan te verlaten omdat het er te gevaarlijk zou worden. De organisatie heeft 24 jaar gewerkt in het land.
- Afghanistan - Bij een aanslag op een moskee in Zuidoost-Afghanistan waar kiezers zich konden inschrijven, vallen twee doden en twee zwaargewonden.

### 29 juli
- Thailand - Een Hollywood studio zal 3 miljard baht investeren in het opzetten van een grote filmstudio en een animatiecentrum in de provincie Samut Prakan.
- Oezbekistan - Zelfmoordterroristen hebben bomaanslagen gepleegd bij de ambassades van Israël en de Verenigde Staten in stad Tasjkent. Een derde bom ging af bij het kantoor van de openbare aanklager. Er zijn voor zover bekend twee doden en twee gewonden gevallen. De daders kwamen om het leven.

### 30 juli
- België - In Gellingen (gemeente Aat) vindt een zware gasexplosie plaats. Zeker veertien mensen overlijden, rond de honderd raken gewond. De oorzaak is nog onduidelijk. De Belgische Premier Guy Verhofstadt verklaart de gebeurtenis tot nationale ramp en onderbreekt zijn vakantie in Italië. Zie gasexplosie Gellingen.

<< · januari · februari · maart · april · mei · juni · juli · augustus · september · oktober · november · december · >>